# Ceratina placida
Ceratina placida är en biart som beskrevs av Smith 1862. Ceratina placida ingår i släktet märgbin, och familjen långtungebin. Inga underarter finns listade i Catalogue of Life.